# Die Letzten
Die Letzten (russisch Последние, Poslednije) ist ein Theaterstück des russischen Schriftstellers und Dramatikers Maxim Gorki. Es entstand 1907 auf Capri. Die Buchausgabe wurde gleichzeitig in Russland und Berlin veröffentlicht. Die russische Zensur verbot die Aufführung des Stückes. Es konnte lediglich im privaten Kreis gezeigt werden. Die offizielle Uraufführung fand am 6. September 1910 am Deutschen Theater Berlin in der Regie von Max Reinhardt statt.

## Handlung
Das Stück spielt im vorrevolutionären Russland. Vordergründig handelt es sich um ein klassisches Familiendrama in realistischer Tradition; im Hintergrund sind jedoch die Vorzeichen der Revolutionen von 1905 und 1917 spürbar. Gorki zeigt anhand der Familie Kolomijzew die Korrosion einer Gesellschaft, der sämtliche Werte und Normen des Miteinanders abhandengekommen sind.
Das Oberhaupt der Familie, Iwan Kolomijzew, ist Polizeichef. In seinem Befehlsbereich starben zwei junge Gefangene aufgrund brutaler Behandlungsmethoden; Iwan wurde daraufhin vom Dienst suspendiert. Die rigorosen Methoden, mit denen Iwan sein Amt ausübt, praktiziert er auch innerhalb der Familie. Er hat sich mit seiner Frau Sofja und den fünf Kindern bei seinem Bruder Jakow einquartiert und nimmt diesen finanziell schamlos aus. Jakow ist krank und kann den Übergriffen nichts entgegensetzen. Iwan hofft auf Jakows baldigen Tod, um in den Besitz des Hauses zu gelangen. Sofja, die unter ihrem Mann leidet, hatte einst ein Verhältnis mit Jakow, war jedoch nicht mutig genug, Iwan zu verlassen. Ljubow ist wahrscheinlich die Tochter Jakows. Sie ist verkrüppelt und durchschaut die Verhältnisse im Hause am scharfsinnigsten. Bewusst entscheidet sie sich dafür, Jakow als ihren Vater anzuerkennen und sich rigoros von Iwan zu lösen.
Das gesellschaftliche Klima ist von zunehmender Aggressivität derjenigen Kräfte geprägt, die die Zustände im zaristischen Russland nicht länger hinnehmen wollen. Besonders unter den Studenten macht sich revolutionäres Gedankengut breit. Diese Vorgänge spielen in die Familiengeschichte hinein: Iwan ist von einem angeblichen Terroristen angeschossen worden, der nun seit Monaten in Untersuchungshaft sitzt. Seine Mutter bittet um eine Unterredung mit Sofja, um diese von der Unschuld ihres Sohnes zu überzeugen. Aber Sofja ist längst im Bilde, wie korrupt, zynisch und autoritär ihr Mann ist und dass ihm jedes Mittel recht ist, den jungen Mann – ob schuldig oder nicht – verurteilen zu lassen. Sie erkennt, dass sie sich zu lange schweigend zur Komplizin der Machenschaften Iwans gemacht hat.
Die Kinder Iwans und Sofjas (sie sind die titelgebenden „Letzten“) haben in diesen Verhältnissen, die ihnen weder Werte vermitteln noch Halt geben, nur die Wahl, entweder ebenso zynisch und korrupt wie ihr Vater zu werden oder sich rigoros aus seinen Klauen zu befreien. Die älteste Tochter Nadeshda ist raffiniert und moralisch vollkommen skrupellos. Gemeinsam mit ihrem Mann, dem Arzt Leschtsch, arbeitet sie daran, das Haus Jakows in ihren Besitz zu bringen. Alexander ist haltlos und ein Abbild seines Vaters. Leschtsch kauft ihm einen Posten im Polizeidienst. Die jüngeren Geschwister Pjotr und Vera sehnen sich noch nach Idealen. Doch es gelingt ihnen letztlich nicht, aus dem Sumpf auszubrechen. Pjotr beginnt zu trinken. Vera macht einen romantischen Fluchtversuch mit dem Polizisten Jakorew, der sie vergewaltigt. Danach ist sie vollkommen desillusioniert und willigt in eine arrangierte Heirat ein, für die sich ihr Vater vom künftigen Ehemann bezahlen lässt. Sofja gesteht ihr Scheitern als Mutter ein, während Iwan vollkommen unberührt von jeder Einsicht bleibt. Jakow, der von Leschtsch systematisch gesundheitlich geschwächt wurde, stirbt unbemerkt. Iwan hält an seiner Leiche eine sentimentale, selbstgerechte Rede.

## Ausgaben in deutscher Sprache (Auswahl)
- Übersetzung von Andrea Clemen. Verlag der Autoren (Bühnenmanuskript)
- Übersetzung von Ulrike Zemme. Rowohlt Theaterverlag (Bühnenmanuskript)
- Übersetzung von Kurt Seeger. Steyer-Verlag (Bühnenmanuskript)
- Übersetzung von Günter Jäniche. henschel SCHAUSPIEL (Bühnenmanuskript)
- Übersetzung von Werner Buhss. henschel SCHAUSPIEL (Bühnenmanuskript)

## Inszenierungen (Auswahl)
- 1990 Schauspielhaus Bochum, Regie: Andrea Breth[2]
- 2013 Schauspiel Köln, Regie: Sebastian Nübling[3]
- 2013 Hessisches Staatstheater Wiesbaden, Regie: Markus Dietz[4][5]